# كأس إفريقيا للأندية البطلة 1969
كأس أفريقيا للأندية البطلة 1969 هي النسخة الخامسة من دوري أبطال أفريقيا .
توج نادي الإسماعيلي المصري بالكأس لأول مرة في تاريخه على حساب تي بي أنغليبيرت الكونغولي.

## الدور التمهيدي
| الفريق الأول  | إجم. | الفريق الثاني          | مباراة الذهاب | مباراة الإياب |
| ------------- | ---- | ---------------------- | ------------- | ------------- |
| أفريكا سبورتس | 7–1  | سيركل مبيري سبورتيف    | 5–1           | 2–0           |
| نادي هورسيد   | 3–4  | بري الخرطوم            | 2–0           | 1–4           |
| US Cattin     | w/o1 | نادي سانت إيلوي لوبوبو | -             | -             |
| يانج أفريكانز | 4–3  | فيتاريكاندو            | 4–1           | 0–2           |

US Cattin انسحب

## دور ال 16
| الفريق الأول        | إجم. | الفريق الثاني             | مباراة الذهاب | مباراة الإياب |
| ------------------- | ---- | ------------------------- | ------------- | ------------- |
| أسانتي كوتوكو       | 6–2  | باتروناج سانت-آن          | 5–1           | 1–1           |
| التحدي              | 0–8  | الإسماعيلي                | 0–5           | 0–3           |
| نادي البري الخرطومي | 3–4  | غور ماهيا                 | 2–4           | 1–0           |
| كايمان دوالا        | 1–3  | نادي سانت إلوي لوبوبو     | 0–0           | 1–3           |
| سانت جورج           | 0–5  | يانغ أفريكانز             | 0–0           | 0–5           |
| سكتور 6             | 1–8  | نادي النجم الساحلي (لومé) | 1–5           | 0–3           |
| تي بي إنجلبيرت      | 4–3  | نادي إفريقيا الرياضي      | 2–1           | 2–2           |
| نادي أو إس فران     | 2–91 | كوناكري الثانية           | 2–7           | 0–21          |

1 انسحب نادي أو إس فران بعد المباراة الأولى.

## ربع النهائي
| الفريق الأول  | إجم. | الفريق الثاني    | مباراة الذهاب | مباراة الإياب |
| ------------- | ---- | ---------------- | ------------- | ------------- |
| أشانتي كوتوكو | 2–21 | يانغ أفريكانز    | 1–1           | 1–1           |
| الإسماعيلي    | 4–2  | غور ماهيا        | 3–1           | 1–1           |
| حوريا كوناكري | 10–3 | فيتا كلوب موكونو | 7–2           | 3–1           |
| تي بي مازيمبي | 4–2  | أتوالينتيك ستارز | 4–1           | 0–1           |

1 فاز أشانتي كوتوكو بعد القرعة.

## نصف النهائي
| الفريق الأول   | إجم. | الفريق الثاني | مباراة الذهاب | مباراة الإياب |
| -------------- | ---- | ------------- | ------------- | ------------- |
| أشانتي كوتوكو  | 4–5  | الإسماعيلي    | 2–2           | 2–3           |
| تي بي إنغلبيرت | 7–5  | حوريا كوناكري | 4–0           | 3–5           |

## النهائي

### الذهاب
|  | تي بي أنغليبيرت | 2 – 2 | الإسماعيلي |  |

### الإياب
|  | الإسماعيلي | 3 – 1 (5 – 3 إجم.) | تي بي أنغليبيرت |  |